# Kokosmelkzwam
De kokosmelkzwam (Lactarius glyciosmus) is een schimmel die behoort tot de familie Russulaceae. Hij is ectomycorrhizavormend met berken (Betula) en komt voor op zure tot neutrale, voedselarme zand- of veengrond.

## Kenmerken

### Uiterlijke kenmerken
Hoed
De hoed is 12 tot 6 cm breed en aanvankelijk convex en met een gekrulde rand, maar al snel verspreid en enigszins ingedrukt. Hij heeft vaak een kleine bult in het midden. Het hoedoppervlak is droog, dof tot fijn fluweelachtig en vaak bedekt met rijpheid of wit donsachtig. Soms is de hoedhuid ook zwak geschubd. De hoed is lichtgrijs, bleek grijsbruin, grijsroze of vleesroze van kleur en vervaagt met de jaren tot dof crème tot rozebruin. Het is vaak bleker van kleur aan de rand, maar meestal ongezoneerd, maar kan ook onduidelijk gezoneerd zijn. Als de hoed nat is, is hij enigszins hygrofaan.
Lamellen
De vrij smalle lamellen zitten vast aan de steel of lopen er kort af. Ze staan behoorlijk vol en zijn min of meer vermengd maar niet gevorkt. Ze zijn eerst witachtig roze tot bleek oker van kleur en later bleek oker. Op oudere leeftijd zijn ze ook gevlekt bruinachtig of grijsbruin.
Steel
De slanke, min of meer cilindrische steel is 2 tot 7 cm lang en tot 0,5 tot 1 cm dik. Het is vrij zacht en broos en wordt vaak samengedrukt of gegroefd. De binnenkant van de steel is eerst vol, maar wordt al snel hol. De steelschors is glad en droog en aan de bovenzijde vaak licht berijpt. De steel is gekleurd vergelijkbaar met de hoed of bleker. De steelvoet is vaak bedekt met een witachtig vilt.
Vlees
Het witachtige vruchtvlees is zacht en broos. Als het nat is, is het bleek crème tot roze-bruin.
Geur en smaak
De vruchtlichamen van Lactarius glyciosmus ruiken, zoals de naam al doet vermoeden, aangenaam naar kokos. De smaak is eerst mild en wordt dan langzaam licht kruidig.
Melksap
De relatief dun stromende melk is witachtig en smaakt ook eerst mild en daarna matig heet.
Sporenprint
De sporenprint is crème tot bleek oker.

### Microscopische kenmerken
De breed elliptische sporen zijn gemiddeld 6,5-8,1 µm lang en 5,0-6,3 µm breed. De Q-waarde (verhouding tussen lengte en breedte van de sporen) is 1,1-1,3. Het sporenornament is 0,5-1,0 µm hoog en bestaat uit individuele, geribbelde, langwerpige wratten en ribben, waarvan de meeste zijn gerangschikt als zebrastrepen en slechts gedeeltelijk verbonden als een net. De hilaire plek is inamyloïde of amyloïde alleen in het buitenste deel.
De licht knotsvormige basidia meten 28-46 × 8-12 µm en dragen gewoonlijk vier sterigma's. De lamellaire randen zijn heterogeen en dragen, naast de basidia, talrijke, knotsvormige tot bolvormige, 40-85 µm lange en 7-10 µm brede cheilocystidia. De 40 tot 75 µm lange en 7 tot 12 µm brede pleurocystidia zijn clavaat tot spoelvormig en weinig in aantal. Aan de bovenkant zijn ze stomp of min of meer puntig.

## Verspreiding

Europees verspreidingsgebied
Landen waar de soort is waargenomen, zijn groen gekleurd. Landen zonder bronnen of landen buiten Europa worden grijs weergegeven.

Hij komt voor in Noord-Amerika (Verenigde Staten, Canada), Noord-Azië (Mongolië) en in Europa. De soort is ook ontdekt in Nieuw-Zeeland. Hij is algemeen in Fennoscandinavië en het verspreidingsgebied strekt zich uit tot in de arctische zone. Hij is ook waargenomen op Spitsbergen en Groenland. In Centraal-Europa is de soort zeldzamer en in Zuid-Europa komt deze waarschijnlijk alleen in de bergen voor.
De kokosmelkzwam komt in Nederland algemeen voor. Hij staat niet op de rode lijst en is niet bedreigd.